# Mösupsjön
Mösupsjön är en sjö i Lycksele kommun i Lappland och ingår i Umeälvens huvudavrinningsområde. Sjön har en area på 0,307 kvadratkilometer och ligger 291,1 meter över havet. Mösupsjön ligger i Vindelälven Natura 2000-område.

## Delavrinningsområde
Mösupsjön ingår i det delavrinningsområde (720148-162190) som SMHI kallar för Mynnar i Mösupbäcken. Medelhöjden är 307 meter över havet och ytan är 6,6 kvadratkilometer. Det finns inga avrinningsområden uppströms utan avrinningsområdet är högsta punkten. Vattendraget som avvattnar avrinningsområdet har biflödesordning 5, vilket innebär att vattnet flödar genom totalt 5 vattendrag innan det når havet efter 210 kilometer. Avrinningsområdet består mestadels av skog (59 procent) och sankmarker (31 procent). Avrinningsområdet har 0,31 kvadratkilometer vattenytor vilket ger det en sjöprocent på 4,7 procent.